# Science-Fiction-Filme der 1970er Jahre
Die Liste der Science-Fiction-Filme der 1970er Jahre gibt einen chronologischen Überblick über Kino- und abendfüllende TV-Produktionen, die im Zeitraum von 1970 bis 1979 in diesem Genre gedreht wurden. Bei der Nutzung ist zu beachten, dass ein Großteil der aufgeführten Filme sich mit artverwandten Genres aus dem Bereich der Phantastik wie Horror und Fantasy überschneidet, aber auch Katastrophenfilm und Komödie. Die Liste erhebt keinen Anspruch auf Vollständigkeit. Die Titel entsprechen im Fall verschiedener Benennungen dem Wikipedia-Lemma, die Namen der Regisseure der im jeweiligen Film angegebenen Form.
Bei der Einsetzung neuer Titel gilt, dass Serien bzw. Serienepisoden ihren Standort auf der  Partnerseite Liste von Science-Fiction-Serien haben. Weiterhin ist es erwünscht, dass ausschließlich Titel eingestellt werden, die innerhalb der deutschen Wikipedia über eigenständige Artikel verfügen.
Die Titelauswahl entspricht den auf der Hauptseite Liste von Science-Fiction-Filmen präsentierten Forschungsansätzen von Ronald M. Hahn und Volker Jansen (Lexikon des Science Fiction-Films) und Thomas Koebner (Filmgenres: Science Fiction). Sammelquellen wie epd Film, Filmdienst und IMDb dienen als zusätzliche Orientierungshilfe, sind den genre-basierten Fachwerken jedoch thematisch unterstellt.

## 1970
| Titel                                                                     | Regie                                               | Produktionsland                       |
| ------------------------------------------------------------------------- | --------------------------------------------------- | ------------------------------------- |
| Als die Frauen noch Schwänze hatten Quando le donne avevano la coda       | Pasquale Festa Campanile                            | Italien                               |
| Als Dinosaurier die Erde beherrschten When Dinosaurs Ruled the Earth      | Val Guest                                           | Vereinigtes Königreich                |
| Big Foot – Das größte Monster aller Zeiten Bigfoot                        | Robert Slatzer                                      | Vereinigte Staaten                    |
| Colossus Colossus: The Forbin Project                                     | Joseph Sargent                                      | Vereinigte Staateni                   |
| Crimes of the Future                                                      | David Cronenberg                                    | Kanada                                |
| Die Delegation                                                            | Rainer Erler                                        | BR Deutschland / Frankreich / Italien |
| Dracula jagt Frankenstein Los monstruos del terror                        | Tulio Demicheli, Hugo Fregonese, Eberhard Meichsner | Spanien / BR Deutschland / Italien    |
| Erinnerungen an die Zukunft                                               | Harald Reinl                                        | BR Deutschland                        |
| Flesh Feast                                                               | Brad F. Grinter                                     | Vereinigte Staaten                    |
| Frankensteins Schrecken The Horror of Frankenstein                        | Jimmy Sangster                                      | Vereinigtes Königreich                |
| Ein großer graublauer Vogel                                               | Thomas Schamoni                                     | BR Deutschland / Italien              |
| Ice                                                                       | Robert Kramer                                       | Vereinigte Staaten                    |
| Die lebenden Leichen des Dr. Mabuse Scream and Scream Again               | Gordon Hessler                                      | Vereinigtes Königreich                |
| Männer sind zum Lieben da                                                 | Eckhart Schmidt                                     | BR Deutschland                        |
| Das Millionenspiel                                                        | Tom Toelle                                          | BR Deutschland                        |
| Monster des Grauens greifen an ゲゾラ・ガニメ・カメーバ 決戦!南海の大怪獣 | Ishirō Honda                                        | Japan                                 |
| Rückkehr zum Planet der Affen Beneath the Planet of the Apes              | Ted Post                                            | Vereinigte Staaten                    |
| Signale – Ein Weltraumabenteuer                                           | Gottfried Kolditz                                   | DDR / Polen                           |
| Das Ungeheuer Trog                                                        | Freddie Francis                                     | Vereinigtes Königreich                |

## 1971
| Titel                                                           | Regie                  | Produktionsland                             |
| --------------------------------------------------------------- | ---------------------- | ------------------------------------------- |
| Alien Terror The Incredible Invasion                            | Juan Ibáñez, Jack Hill | Vereinigte Staaten / Mexiko                 |
| Andromeda – Tödlicher Staub aus dem All The Andromeda Strain    | Robert Wise            | Vereinigte Staaten                          |
| Dr. Jekyll und Sister Hyde Dr. Jekyll and Sister Hyde           | Peter Sasdy            | Vereinigtes Königreich                      |
| Draculas Bluthochzeit mit Frankenstein Dracula vs. Frankenstein | Al Adamson             | Vereinigte Staaten                          |
| Dreht euch nicht um – der Golem geht rum                        | Peter Beauvais         | BR Deutschland                              |
| Flucht vom Planet der Affen Escape from the Planet of the Apes  | Don Taylor             | Vereinigte Staaten                          |
| Frankensteins Kampf gegen die Teufelsmonster ゴジラ対ヘドラ     | Yoshimitsu Banno       | Japan                                       |
| Der große Verhau                                                | Alexander Kluge        | BR Deutschland                              |
| Haytabo                                                         | Ulli Lommel            | BR Deutschland                              |
| Die Hellstrom Chronik The Hellstrom Chronicle                   | Walon Green            | Vereinigte Staaten                          |
| Ich liebe dich, ich töte dich                                   | Uwe Brandner           | BR Deutschland                              |
| James Bond 007 – Diamantenfieber Diamonds Are Forever           | Guy Hamilton           | Vereinigtes Königreich / Vereinigte Staaten |
| Killersatelliten Earth II                                       | Tom Gries              | Vereinigte Staaten                          |
| Lady Frankenstein La figlia di Frankenstein                     | Mel Welles             | Italien                                     |
| Octaman – Die Bestie aus der Tiefe Octaman                      | Harry Essex            | Vereinigte Staaten / Mexiko                 |
| Der Omega-Mann The Omega Man                                    | Boris Sagal            | Vereinigte Staaten                          |
| Sex vor sechs Millionen Jahren Creatures the World Forgot       | Don Chaffey            | Vereinigtes Königreich                      |
| Strafpark Punishment Park                                       | Peter Watkins          | Vereinigte Staaten                          |
| Supergirl – Das Mädchen von den Sternen                         | Rudolf Thome           | BR Deutschland                              |
| THX 1138                                                        | George Lucas           | Vereinigte Staaten                          |
| Uhrwerk Orange A Clockwork Orange                               | Stanley Kubrick        | Vereinigtes Königreich / Vereinigte Staaten |
| Um 9 Uhr geht die Erde unter City Beneath the Sea               | Irwin Allen            | Vereinigte Staaten                          |
| Willard                                                         | Daniel Mann            | Vereinigte Staaten                          |
| Zaat                                                            | Don Barton             | Vereinigte Staaten                          |

## 1972
| Titel                                                                      | Regie                                    | Produktionsland                  |
| -------------------------------------------------------------------------- | ---------------------------------------- | -------------------------------- |
| Ben                                                                        | Phil Karlson                             | Vereinigte Staaten               |
| Der Blob Beware! The Blob                                                  | Larry Hagman                             | Vereinigte Staaten               |
| Das Ding mit den 2 Köpfen The Thing with Two Heads                         | Lee Frost                                | Vereinigte Staaten               |
| Doomwatch – Insel des Schreckens Doomwatch                                 | Peter Sasdy                              | Vereinigtes Königreich           |
| Dr. M schlägt zu                                                           | Jess Franco                              | BR Deutschland / Spanien         |
| Eolomea                                                                    | Herrmann Zschoche                        | DDR / Sowjetunion / Bulgarien    |
| Eroberung vom Planet der Affen Conquest of the Planet of the Apes          | J. Lee Thompson                          | Vereinigte Staaten               |
| Es kracht – es zischt – zu seh’n ist nischt Now You See Him, Now You Don't | Robert Butler                            | Vereinigte Staaten               |
| Experiments The Asphyx                                                     | Peter Newbrook                           | Vereinigtes Königreich           |
| Frankensteins Höllenbrut 地球攻撃命令 ゴジラ対ガイガン                     | Jun Fukuda                               | Japan                            |
| Frogs                                                                      | George McCowan                           | Vereinigte Staaten               |
| Geburten verboten Z.P.G.                                                   | Michael Campus                           | Vereinigte Staaten               |
| Horror-Expreß Pánico en el transiberiano                                   | Eugenio Martín                           | Spanien / Vereinigtes Königreich |
| Hydra verschollen in Galaxis 4 The Doomsday Machine                        | Harry Hope, Lee Sholem, Herbert J. Leder | Vereinigte Staaten               |
| In den Fängen der Madame Sin Madame Sin                                    | David Greene                             | Vereinigtes Königreich           |
| Lautlos im Weltraum Silent Running                                         | Douglas Trumbull                         | Vereinigte Staaten               |
| Liebe 2002                                                                 | Joachim Hellwig                          | DDR                              |
| Rabbits Night of the Lepus                                                 | William F. Claxton                       | Vereinigte Staaten               |
| Richtung 2000 – Vorschau auf die Welt von morgen                           | Arno Schmuckler, Peter Kerstan           | BR Deutschland                   |
| Solaris Солярис                                                            | Andrei Tarkowski                         | Sowjetunion                      |
| The Stone Tape                                                             | Peter Sasdy                              | Vereinigtes Königreich           |
| Tim und der Haifischsee Tintin et le lac aux requins                       | Raymond Leblanc                          | Frankreich / Belgien             |
| Willi Tobler und der Untergang der 6. Flotte                               | Alexander Kluge                          | BR Deutschland                   |

## 1973
| Titel                                                                   | Regie                            | Produktionsland               |
| ----------------------------------------------------------------------- | -------------------------------- | ----------------------------- |
| 3 dev adam                                                              | Tevfik Fikret Uçak               | Türkei                        |
| Andy Warhols Frankenstein Carne per Frankenstein                        | Paul Morrissey                   | Italien / Frankreich          |
| Blackenstein                                                            | William A. Levey                 | Vereinigte Staaten            |
| Crazies The Crazies                                                     | George A. Romero                 | Vereinigte Staaten            |
| Expedition in die Zukunft Idaho Transfer                                | Peter Fonda                      | Vereinigte Staaten            |
| Iwan Wassiljewitsch wechselt den Beruf Иван Васильевич меняет профессию | Leonid Gaidai                    | Sowjetunion                   |
| … Jahr 2022 … die überleben wollen Soylent Green                        | Richard Fleischer                | Vereinigte Staaten            |
| King Kong – Dämonen aus dem Weltall ゴジラ対メガロ                      | Jun Fukuda                       | Japan                         |
| Die Odyssee der Neptun The Neptune Factor – An Undersea Odyssey         | Daniel Petrie                    | Kanada                        |
| La planète sauvage                                                      | René Laloux                      | Frankreich / Tschechoslowakei |
| Sannikow-Land Земля Санникова                                           | Leonid Popow, Albert Mkrttschjan | Sowjetunion                   |
| Die Schlacht um den Planet der Affen Battle for the Planet of the Apes  | J. Lee Thompson                  | Vereinigte Staaten            |
| Der Schläfer Sleeper                                                    | Woody Allen                      | Vereinigte Staaten            |
| Schlock - Das Bananenmonster Schlock                                    | John Landis                      | Vereinigte Staaten            |
| Smog                                                                    | Wolfgang Petersen                | BR Deutschland                |
| Sssnake Kobra SSSSSSS                                                   | Bernard L. Kowalski              | Vereinigte Staaten            |
| Der Tag des Delphins The Day of the Dolphin                             | Mike Nichols                     | Vereinigte Staaten            |
| Turist Ömer Uzay Yolunda                                                | Hulki Saner                      | Türkei                        |
| Der Untergang Japans 日本沈没                                           | Shirō Moritani                   | Japan                         |
| Verrückt und gefährlich The Final Programme                             | Robert Fuest                     | Vereinigtes Königreich        |
| Welt am Draht                                                           | Rainer Werner Fassbinder         | BR Deutschland                |
| Westworld                                                               | Michael Crichton                 | Vereinigte Staaten            |

## 1974
| Titel                                                                           | Regie                            | Produktionsland                             |
| ------------------------------------------------------------------------------- | -------------------------------- | ------------------------------------------- |
| 3001 – Die Zeit der Affen 猿の軍団                                              | Kiyosumi Fukazawa, Atsuo Okunaka | Japan                                       |
| Ach jodel mir noch einen                                                        | Georg Tressler                   | BR Deutschland / Österreich                 |
| Bat People – Die Blutsauger The Bat People                                      | Jerry Jameson                    | Vereinigte Staaten                          |
| Dark Star – Finsterer Stern Dark Star                                           | John Carpenter                   | Vereinigte Staaten                          |
| Flesh Gordon                                                                    | Michael Benveniste, Howard Ziehm | Vereinigte Staaten                          |
| Frankenstein Junior Young Frankenstein                                          | Mel Brooks                       | Vereinigte Staaten                          |
| Frankensteins Höllenmonster Frankenstein and the Monster from Hell              | Terence Fisher                   | Vereinigtes Königreich                      |
| Insel am Ende der Welt The Island at the Top of the World                       | Robert Stevenson                 | Vereinigte Staaten                          |
| James Bond 007 – Der Mann mit dem goldenen Colt The Man with the Golden Gun     | Guy Hamilton                     | Vereinigtes Königreich                      |
| King Kong gegen Godzilla ゴジラ対メカゴジラ                                     | Jun Fukuda                       | Japan                                       |
| Der kleine Prinz The Little Prince                                              | Stanley Donen                    | Vereinigtes Königreich / Vereinigte Staaten |
| Das Labor des Grauens – The Freakmaker The Mutations                            | Jack Cardiff                     | Vereinigtes Königreich                      |
| Das Leichenhaus der lebenden Toten Non si deve profanare il sonno dei morti     | Jorge Grau                       | Italien / Spanien                           |
| Die letzten Tage von Gomorrha                                                   | Helma Sanders-Brahms             | BR Deutschland                              |
| Der Mann aus Metall Who?                                                        | Jack Gold                        | Vereinigtes Königreich                      |
| Die phantastische Welt des Matthew Madson                                       | Helmut Herbst                    | BR Deutschland                              |
| Das Phantom im Paradies Phantom of the Paradise                                 | Brian De Palma                   | Vereinigte Staaten                          |
| Phase IV                                                                        | Saul Bass                        | Vereinigtes Königreich / Vereinigte Staaten |
| Start zur Kassiopeia Москва — Кассиопея                                         | Ritschard Wiktorow               | Sowjetunion                                 |
| Weltkatastrophe 1999? – Die Prophezeiung des Nostradamus ノストラダムスの大予言 | Toshio Masuda                    | Japan                                       |
| Die Wiege des Bösen It's Alive                                                  | Larry Cohen                      | Vereinigte Staaten                          |
| Zardoz                                                                          | John Boorman                     | Irland / Vereinigte Staaten                 |

## 1975
| Titel                                                                                               | Regie              | Produktionsland                             |
| --------------------------------------------------------------------------------------------------- | ------------------ | ------------------------------------------- |
| Abenteuer mit Blasius                                                                               | Egon Schlegel      | DDR / Tschechoslowakei                      |
| Angriff der Riesenspinne The Giant Spider Invasion                                                  | Bill Rebane        | Vereinigte Staaten                          |
| Begegnung aus dem Nichts The UFO Incident                                                           | Richard A. Colla   | Vereinigte Staaten                          |
| Black Moon                                                                                          | Louis Malle        | Frankreich / BR Deutschland                 |
| Blumen für den Mann im Mond                                                                         | Rolf Losansky      | DDR                                         |
| Die Brut des Teufels メカゴジラの逆襲                                                               | Ishirō Honda       | Japan                                       |
| Caprona – Das vergessene Land The Land That Time Forgot                                             | Kevin Connor       | Vereinigtes Königreich / Vereinigte Staaten |
| Feuerkäfer Bug                                                                                      | Jeannot Szwarc     | Vereinigte Staaten                          |
| Die Flucht zum Hexenberg Escape to Witch Mountain                                                   | John Hough         | Vereinigte Staaten                          |
| Frankensteins Todesrennen Death Race 2000                                                           | Paul Bartel        | Vereinigte Staaten                          |
| Die Frauen von Stepford The Stepford Wives                                                          | Bryan Forbes       | Vereinigte Staaten                          |
| Die große kosmische Reise (auch Ein kosmisches Experiment) Bolschoje Kosmitscheskoje Puteschestwije | Valentin Seliwanow | Sowjetunion                                 |
| Die Halde                                                                                           | Rainer Erler       | BR Deutschland                              |
| Hu-Man                                                                                              | Jérôme Laperrousaz | Frankreich                                  |
| Die Insel der Krebse                                                                                | Gerhard Schmidt    | BR Deutschland                              |
| Invasion aus dem Innern der Erde 中國超人                                                           | Shan Hua           | Hongkong                                    |
| Der Junge und sein Hund A Boy and His Dog                                                           | L.Q. Jones         | Vereinigte Staaten                          |
| Die Nacht, als die Marsmenschen Amerika angriffen (The Night That Panicked America)                 | Joseph Sargent     | Vereinigte Staaten                          |
| New York antwortet nicht mehr The Ultimate Warrior                                                  | Robert Clouse      | Vereinigte Staaten                          |
| Parasiten-Mörder Shivers                                                                            | David Cronenberg   | Kanada                                      |
| Der Retorten-Goliath The Strongest Man in the World                                                 | Vincent McEveety   | Vereinigte Staaten                          |
| Roboter im Sternbild Kassiopeia Отроки во Вселенной                                                 | Ritschard Wiktorow | Sowjetunion                                 |
| The Rocky Horror Picture Show                                                                       | Jim Sharman        | Vereinigtes Königreich / Vereinigte Staaten |
| Rollerball                                                                                          | Norman Jewison     | Vereinigtes Königreich / Vereinigte Staaten |

## 1976
| Titel                                                        | Regie              | Produktionsland                             |
| ------------------------------------------------------------ | ------------------ | ------------------------------------------- |
| A*P*E A*PE                                                   | Paul Leder         | Südkorea / Vereinigte Staaten               |
| Carrie – Des Satans jüngste Tochter Carrie                   | Brian De Palma     | Vereinigte Staaten                          |
| Erich von Däniken: Botschaft der Götter                      | Harald Reinl       | BR Deutschland                              |
| Embryo                                                       | Ralph Nelson       | Vereinigte Staaten                          |
| Flucht ins 23. Jahrhundert Logan’s Run                       | Michael Anderson   | Vereinigte Staaten                          |
| Futureworld – Das Land von Übermorgen Futureworld            | Richard T. Heffron | Vereinigte Staaten                          |
| Die haarsträubende Reise in einem verrückten Bus The Big Bus | James Frawley      | Vereinigte Staaten                          |
| Im Staub der Sterne                                          | Gottfried Kolditz  | DDR                                         |
| Die Insel der Ungeheuer The Food of the Gods                 | Bert I. Gordon     | Vereinigte Staaten                          |
| King Kong                                                    | John Guillermin    | Vereinigte Staaten                          |
| Der Mann, der vom Himmel fiel The Man Who Fell to Earth      | Nicolas Roeg       | Vereinigtes Königreich                      |
| Das Monster von London Dr. Black, Mr. Hyde                   | William Crain      | Vereinigte Staaten                          |
| Network                                                      | Sidney Lumet       | Vereinigte Staaten                          |
| Odysseus und die Sterne Odysseus a hvězdy                    | Ludvík Ráža        | Tschechoslowakei                            |
| Der Rattengott Izbavitelj                                    | Krsto Papić        | Jugoslawien                                 |
| Schach dem Roboter Les robots pensants                       | Michel Subiela     | Frankreich                                  |
| Der sechste Kontinent At the Earth's Core                    | Kevin Connor       | Vereinigtes Königreich / Vereinigte Staaten |
| Time Travelers                                               | Alexander Singer   | Vereinigte Staaten                          |
| The Valley                                                   | Peter Jackson      | Neuseeland                                  |

## 1977
| Titel                                                                    | Regie             | Produktionsland                             |
| ------------------------------------------------------------------------ | ----------------- | ------------------------------------------- |
| Caprona 2. Teil The People That Time Forgot                              | Kevin Connor      | Vereinigtes Königreich / Vereinigte Staaten |
| Giganten der Vorzeit 恐竜・怪鳥の伝説                                    | Junji Kurata      | Japan                                       |
| Der große Krieg der Planeten 惑星大戦争                                  | Jun Fukuda        | Japan                                       |
| In der Gewalt der Riesenameisen Empire of the Ants                       | Bert I. Gordon    | Vereinigte Staaten                          |
| Invasion der Raumschiffe Starship Invasions                              | Edward Hunt       | Kanada                                      |
| James Bond 007 – Der Spion, der mich liebte The Spy Who Loved Me         | Lewis Gilbert     | Vereinigtes Königreich / Vereinigte Staaten |
| Krieg der Sterne Star Wars                                               | George Lucas      | Vereinigte Staaten                          |
| Die letzte Flut The Last Wave                                            | Peter Weir        | Australien                                  |
| Mörderspinnen Kingdom of the Spiders                                     | John „Bud“ Cardos | Vereinigte Staaten                          |
| Operation Ganymed                                                        | Rainer Erler      | BR Deutschland                              |
| Panik in der Sierra Nova Day of the Animals                              | William Girdler   | Vereinigte Staaten                          |
| Planet der Monster Planet of the Dinosaurs                               | James K. Shea     | Vereinigte Staaten                          |
| Der Planet Saturn läßt schön grüßen The Incredible Melting Man           | William Sachs     | Vereinigte Staaten                          |
| Poligon Полигон                                                          | Anatoli Petrow    | Sowjetunion                                 |
| Rabid – Der brüllende Tod Rabid                                          | David Cronenberg  | Kanada                                      |
| Shock Waves – Die aus der Tiefe kamen Shock Waves                        | Ken Wiederhorn    | Vereinigte Staaten                          |
| Straße der Verdammnis Damnation Alley                                    | Jack Smight       | Vereinigte Staaten                          |
| Des Teufels Saat Demon Seed                                              | Donald Cammell    | Vereinigte Staaten                          |
| Unheimliche Begegnung der dritten Art Close Encounters of the Third Kind | Steven Spielberg  | Vereinigte Staaten                          |
| Wie wäre es mit Spinat? Což takhle dát si špenát                         | Václav Vorlíček   | Tschechoslowakei                            |
| Willkommen in der blutigen Stadt Welcome to Blood City                   | Peter Sasby       | Kanada / Vereinigtes Königreich             |

## 1978
| Titel                                                                   | Regie                           | Produktionsland                             |
| ----------------------------------------------------------------------- | ------------------------------- | ------------------------------------------- |
| Affentraum Ciao maschio                                                 | Marco Ferreri                   | Italien / Frankreich                        |
| Angriff der Killertomaten Attack of the Killer Tomatoes                 | John De Bello                   | Vereinigte Staaten                          |
| Die Augen der Laura Mars Eyes of Laura Mars                             | Irvin Kershner                  | Vereinigte Staaten                          |
| The Bees – Operation Todesstachel The Bees                              | Alfredo Zacarías                | Mexiko                                      |
| The Boys from Brazil                                                    | Franklin J. Schaffner           | Vereinigtes Königreich / Vereinigte Staaten |
| Coma                                                                    | Michael Crichton                | Vereinigte Staaten                          |
| Giganten mit stählernen Fäusten Deathsport                              | Allan Arkush, Nicholas Niciphor | Vereinigte Staaten                          |
| Die Katze aus dem Weltraum The Cat from Outer Space                     | Norman Tokar                    | Vereinigte Staaten                          |
| Kiss – Von Phantomen gejagt Kiss Meets the Phantom of the Park          | Gordon Hessler                  | Vereinigte Staaten                          |
| Die Körperfresser kommen Invasion of the Body Snatchers                 | Philip Kaufman                  | Vereinigte Staaten                          |
| Laserkill – Todesstrahlen aus dem All Laserblast                        | Michael Rae                     | Vereinigte Staaten                          |
| Piranhas Piranha                                                        | Joe Dante                       | Vereinigte Staaten                          |
| Plutonium                                                               | Rainer Erler                    | BR Deutschland                              |
| Der Querkopf La zizanie                                                 | Claude Zidi                     | Frankreich                                  |
| Der Schrecken der Medusa The Medusa Touch                               | Jack Gold                       | Vereinigtes Königreich / Frankreich         |
| Der Sieg der Sternenkinder Return from Witch Mountain                   | John Hough                      | Vereinigte Staaten                          |
| SOS-SOS-SOS Bermuda-Dreieck Il triangolo delle Bermude                  | Rene Cardona Jr.                | Italien / Mexiko                            |
| Star Crash – Sterne im Duell Scontri stellari oltre la terza dimensione | Luigi Cozzi                     | Italien / Vereinigte Staaten                |
| Sternenkrieg im Weltall 宇宙からのメッセージ                            | Kinji Fukasaku                  | Japan                                       |
| Superman                                                                | Richard Donner                  | Vereinigtes Königreich / Vereinigte Staaten |
| Tauchfahrt des Schreckens Warlords of Atlantis                          | Kevin Connor                    | Vereinigtes Königreich                      |
| Teufelskreis Alpha The Fury                                             | Brian De Palma                  | Vereinigte Staaten                          |
| Der tödliche Schwarm The Swarm                                          | Irwin Allen                     | Vereinigte Staaten                          |
| Unternehmen Capricorn Capricorn One                                     | Peter Hyams                     | Vereinigte Staaten                          |
| Die Zeitmaschine The Time Machine                                       | Henning Schellerup              | Vereinigte Staaten                          |
| Zombie Dawn of the Dead                                                 | George A. Romero                | Vereinigte Staaten                          |

## 1979
| Titel                                                                                                 | Regie                          | Produktionsland                             |
| --- | ------------------------------ | ------------------------------------------- |
| Alien – Das unheimliche Wesen aus einer fremden Welt Alien                                            | Ridley Scott                   | Vereinigtes Königreich / Vereinigte Staaten |
| Das Böse Phantasm                                                                                     | Don Coscarelli                 | Vereinigte Staaten                          |
| Die Brut The Brood                                                                                    | David Cronenberg               | Kanada                                      |
| Buck Rogers Buck Rogers in the 25th Century                                                           | Daniel Haller                  | Vereinigte Staaten                          |
| Das China-Syndrom The China Syndrome                                                                  | James Bridges                  | Vereinigte Staaten                          |
| Delta III – Wir wollen nicht zur Erde zurück The Shape of Things to Come                              | George McCowan                 | Kanada                                      |
| Das Ding im Schloß                                                                                    | Gottfried Kolditz              | DDR                                         |
| Fleisch                                                                                               | Rainer Erler                   | BR Deutschland                              |
| Flucht in die Zukunft Time after Time                                                                 | Nicholas Meyer                 | Vereinigte Staaten                          |
| Der Große mit seinem außerirdischen Kleinen Uno sceriffo extraterrestre… poco extra e molto terrestre | Michele Lupo                   | Italien                                     |
| Die Hamburger Krankheit                                                                               | Peter Fleischmann              | BR Deutschland / Frankreich                 |
| Hotel „Zum verunglückten Alpinisten“ „Hukkunud Alpinisti“ hotell                                      | Grigori Kromanov, Jüri Sillart | Sowjetunion                                 |
| James Bond 007 – Moonraker – Streng geheim Moonraker                                                  | Lewis Gilbert                  | Vereinigtes Königreich / Frankreich         |
| Kampf um die 5. Galaxis L‘umaniode                                                                    | Aldo Lado                      | Italien                                     |
| König Artus und der Astronaut The Spaceman and King Arthur                                            | Russ Mayberry                  | Vereinigte Staaten                          |
| Louis’ unheimliche Begegnung mit den Außerirdischen Le Gendarme et les extra-terrestres               | Jean Girault                   | Frankreich                                  |
| Mad Max                                                                                               | George Miller                  | Australien                                  |
| Meteor                                                                                                | Ronald Neame                   | Vereinigte Staaten / Hongkong               |
| Piranhas II – Die Rache der Killerfische Killer Fish                                                  | Antonio Margheriti             | Italien / Frankreich / Brasilien            |
| Prophezeiung Prophecy                                                                                 | John Frankenheimer             | Vereinigte Staaten                          |
| Quintett Quintet                                                                                      | Robert Altman                  | Vereinigte Staaten                          |
| R.O.B.O.D.O.G. C.H.O.M.P.S                                                                            | Don Chaffey                    | Vereinigte Staaten                          |
| Das schwarze Loch The Black Hole                                                                      | Gary Nelson                    | Vereinigte Staaten                          |
| Stalker Сталкер                                                                                       | Andrei Tarkowski               | Sowjetunion                                 |
| Star Trek: Der Film Star Trek: The Motion Picture                                                     | Robert Wise                    | Vereinigte Staaten                          |
| Supersonic Man                                                                                        | Juan Piquer Simón              | Spanien                                     |
| Der Test des Piloten Pirx Test Pilota Pirxa                                                           | Marek Piestrak                 | Polen / Sowjetunion                         |
| Waffe des Teufels Le Toubib                                                                           | Pierre Granier-Deferre         | Frankreich                                  |
| Die zwei Welten der Jenny Logan The Two Worlds of Jennie Logan                                        | Frank De Felitta               | Vereinigte Staaten                          |